# All Red Line
All Red Line (de l'anglès, Línia tota vermella) era un nom informal per al sistema de telègrafs elèctrics que unien gran part de l'Imperi Britànic. Va ser inaugurat el 31 d'octubre de 1902. El nom deriva de la pràctica comuna de pintar de vermell o rosa el territori de l'Imperi Britànic en mapes polítics.

## Construcció
El primer cable transatlàntic va connectar Irlanda i Terranova el 1858, tot i que després va fallar. El 1866 el SS Great Eastern va establir un enllaç durador entre l'illa de Valentia (Irlanda) i Terranova. Cap al 1870 la ciutat de Suez va estar enllaçada amb Bombai i des d'allà amb Madràs, Penang i Singapur. Austràlia es va enllaçar directament als cables del telègraf britànic el 1871, estenent una línia de Singapur a Port Darwin, tot i que passava pel territori holandès de Java. Cap al 1872, es podien enviar missatges directes de Londres a Adelaida i Sydney. Austràlia es va enllaçar a Nova Zelanda per cable el 1876.

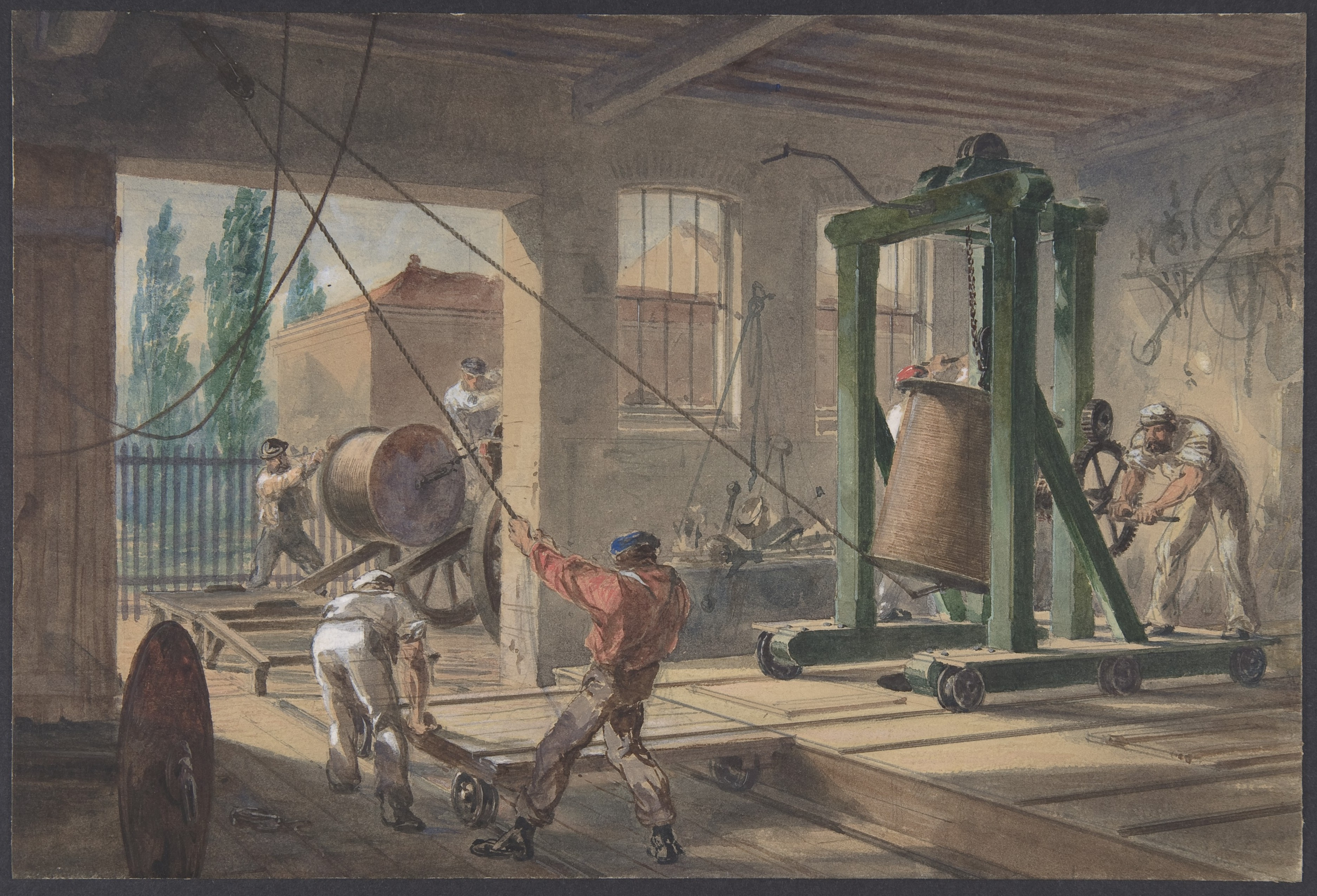
Fabricació de cables amb gutaperxa a la Companyia de manteniment i construcció de telègrafs a Greenwich, Londres, c. 1865
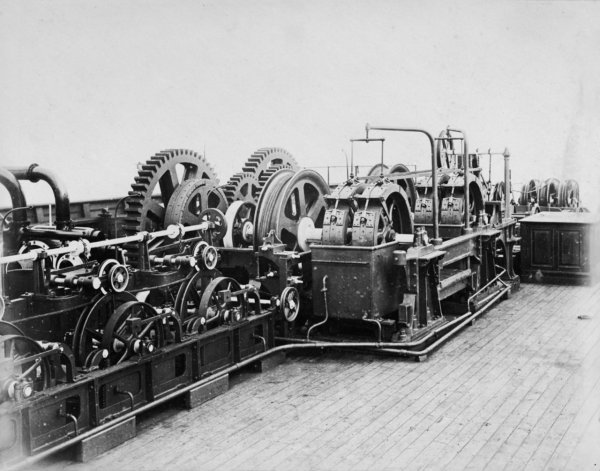
Maquinària per estendre el cable submarí del SS Great Eastern
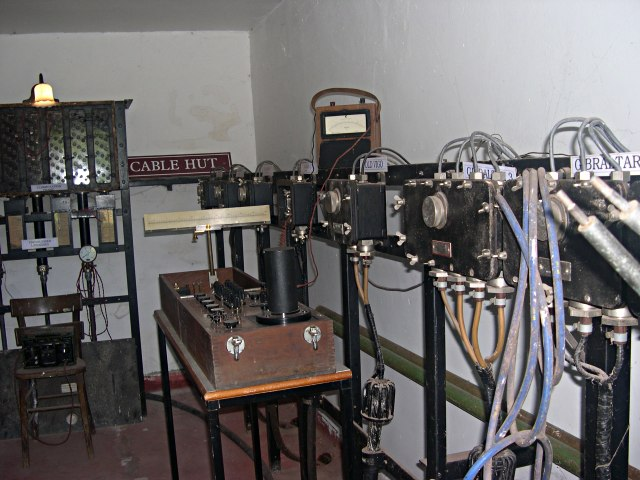
Interior de Porthcurno Cable Hut, Cornualla. En aquest lloc arribaven els cables de telègraf submarins d'arreu del món i els senyals es dirigien a terra través de la xarxa terrestre

Per completar la Línia Vermella, el principal projecte de col·locació de cables va ser la secció transpacífica. La Primera Conferència Colonial del 1887 va aprovar una resolució que donava suport a aquest projecte i es van aprovar plans més detallats a la Conferència colonial de 1894 a Ottawa, que es va fer específicament per tractar el tema del projecte del cable. El Pacific Cable Committee es va constituir el 1896 després de considerar la proposta i el 1901 es va formar el Pacific Cable Board amb vuit membres: tres de la Gran Bretanya, dos del Canadà, dos d'Austràlia i un de Nova Zelanda. El finançament del projecte es va repartir entre els governs de la Gran Bretanya, Canadà, Nova Zelanda, Nova Gal·les del Sud, Victòria i Queensland. El 1902, el Colònia, un vaixell de cable de nova construcció, va començar a estendre les 8.000 tones de cable necessàries per completar la secció del cable de Bamfield (Columbia Britànica), fins a l'illa de Fanning. El cost final va ser d'uns 2 milions de £.
Originalment, el govern britànic va considerar que els cables submarins del sistema de la Línia Vermella només podien tocar terra en territoris controlats per britànics amb finalitats de seguretat. Degut a això, Gran Bretanya va buscar activament l'adquisició de l'illa de Fanning per utilitzar-la com a punt mig de regeneració de la senyal entre l'oest del Canadà i Austràlia, a la branca transoceànic de l'Oceà Pacífic del sistema, i es va annexionar l'illa el 1888.
El 1911, Comitè de Defensa Imperial va declarar en un informe que ja s'havia completat l'All Red Line. La xarxa tenia tants nodes que calien 49 talls per aïllar el Regne Unit, 15 per al Canadà, i 5 per Sud-àfrica. Moltes colònies com Sud-àfrica i l'Índia també van tenir moltes xarxes terrestres. Gran Bretanya també posseïa la majoria dels equips i coneixements de desplegament i reparació de cables de telègraf submarins mundials i el monopoli de l'aïllament de gutaperxa per a les línies submarines. L'informe de 1911 afirmava que la xarxa de radiotelegrafia imperial només hauria de ser una «reserva valuosa» per a la Línia Vermella, perquè els enemics podrien interrompre o interceptar missatges de ràdio. Malgrat el seu gran cost, la xarxa de telègrafs va tenir èxit en el seu propòsit; les comunicacions britàniques van romandre ininterrompudes durant la Primera Guerra Mundial, mentre que Gran Bretanya va aconseguir ràpidament tallar la xarxa mundial d'Alemanya.
El Pacific Cable Board va establir la duplicació del cable entre el Canadà i Nova Zelanda entre el 1923 i el 1926, utilitzant els bucs de distribució de cable Dominia i Faraday.

## La xarxa
Oceà Atlàntic
- Gran Bretanya.
- Irlanda.
- Domini de Terranova.
- Canadà.
- Santa Helena.
- Illa de l'Ascensió.
- Barbados.
- Bermuda.

Oceà Pacífic
- Bamfield, Canadà.

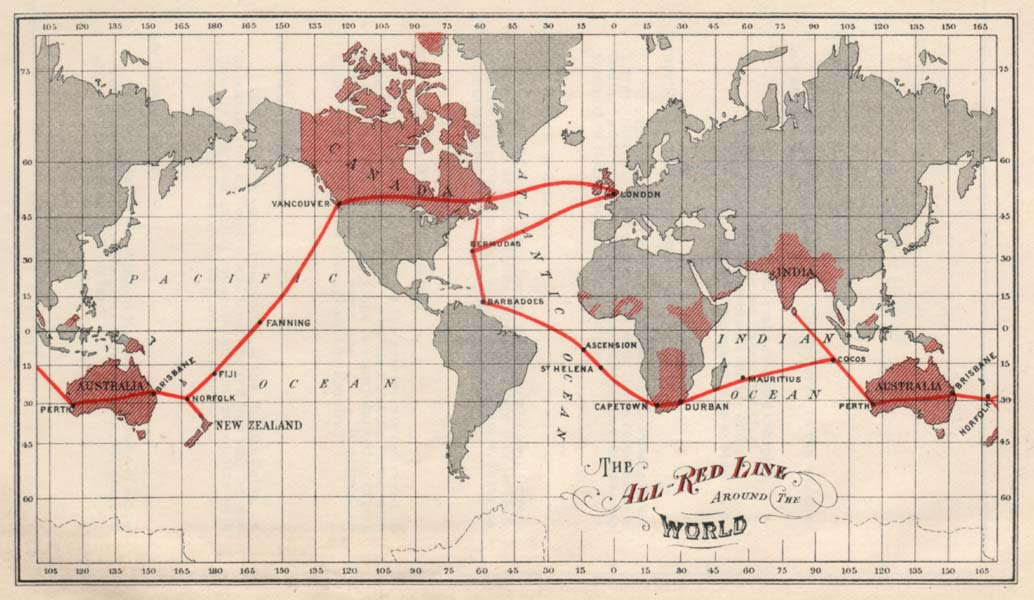
Mapa de la xarxa telegràfica global britànica All Red Line, 1902

- Illes Fanning, que va quedar abandonat fins que es va establir una estació de relé de telègraf.
- Fiji.
- Illa Norfolk, node entre Nova Zelanda, Austràlia i el Canadà.
- Southport, Austràlia (el Pacific Cable Station encara existeix i està catalogat com a patrimoni).
- Hong Kong.

Oceà Índic
- Perth, Austràlia.
- Illes Keeling, node entre Índia, Àfrica i Austràlia.
- Maurici.
- Sud-àfrica.
  - Durban.
  - Ciutat del Cap.

## Acord sobre el telègraf de la Commonwealth
En els últims anys de l'Imperi Britànic, amb diversos estats federats o propers a la independència, es va establir un tractat amb divisions financeres, responsabilitats i governança més clares que acabaria substituint el Pacific Cable Board. A Londres, el 1948, es va signar el tractat Commonwealth Telegraph Agreement (Acord sobre el telègraf de la Commonwealth) entre les nacions de la Commonwealth, que va formar la Commonwealth Telecommunications Organization.